# Ferran Soriano i Compte
Ferran Soriano i Compte (Barcelona, 16 de juny de 1967) és un empresari i executiu català que, des de setembre del 2012, ocupa el càrrec d'executiu en cap (Chief Executive Officer) del Manchester City FC, campió de la Premier League la temporada 2011-2012.
Soriano és conegut per haver presidit la desapareguda línia aèria Spanair des de l'abril del 2009 fins al juliol del 2012, i per haver estat vicepresident econòmic i director general del Barça en el període 2003-2008. En aquesta etapa el club va viure una gran transformació, creixent significativament tant en el vessant esportiu i social com econòmic, transformant uns ingressos de 123 milions d'euros i despeses de 73 milions, en ingressos de 308 un benefici acumulat de 88 milions en cinc anys.
Molt arrelat als seus orígens, va néixer al barri de Poblenou a Barcelona, en el si d'una família de comerciants. Catalanista, cosmopolita, poliglot, escriptor i gran comunicador, assegura haver après dels seus pares el valor de l'esforç i la cultura del treball.

## Faceta empresarial
Ferran Soriano és llicenciat en Ciències Empresarials i MBA per ESADE, per la RPI Nova York i per la UCL de Bèlgica. Parla català, castellà, anglès, francès i portuguès. Ha viscut i treballat a deu ciutats de tres continents diferents.
Compta amb més de 20 anys d'experiència professional a les indústries de productes de gran consum, telecomunicacions i entreteniment, i ha ocupat càrrecs de responsabilitat a The Mac Group, Reckitt Benckiser i Cluster Consulting, empresa de la qual va ser un dels socis fundadors l'any 1993, juntament amb Marc Ingla, Javier Rubió, Marcel Rafart i Jordi Viñas, i que esdevingué líder de mercat en serveis de consultoria estratègica en el sector de les telecomunicacions amb 500 consultors i 10 oficines (Barcelona, Boston, Düsseldorf, Lisboa, Londres, Madrid, Múnic, París i Sao Paulo).
Continua lligat al món de les telecomunicacions com a soci de Nauta Capital, firma de capital de risc amb base a Barcelona i Boston especialitzada en la indústria de les telecomunicacions.

## Directiu del Barça
L'any 2003 va guanyar les eleccions a la Junta Directiva del FC Barcelona amb l'equip de Joan Laporta i va ser vicepresident responsable de l'economia del club entre l'any 2003 i el 2008.
Durant aquest període el club va multiplicar per tres els seus ingressos, va passar de tenir pèrdues a beneficis i es va col·locar a la part més alta de tots els rànquings esportius, econòmics i socials. Ferran Soriano va ser el director de la campanya el 2003 i va exercir, immediatament després, de director general del club. Va tenir un rol principal en les decisions preses durant aquest període. Va participar activament juntament amb el director tècnic Txiki Beguiristain en la negociació de contractes de nombrosos futbolistes, cosa que el va portar també a establir relacions amb tots els grans clubs de futbol del món.
El 6 de juliol de 2008, Ferran Soriano i set directius més del FC Barcelona, varen dimitir dels seus càrrecs com a resposta a un vot de censura que la Junta del President Laporta tot just havia patit.
Així va acabar la seva etapa com a vicepresident del Barça, deixant un club sanejat i que va passar de la posició 13 a la segona del rànquing mundial d'ingressos de clubs de futbol.
A part del seu rol com a vicepresident i, durant un temps, director general del FC Barcelona, Ferran Soriano va ser membre del Comitè Executiu del G-14, grup que englobava els clubs de futbol més poderosos d'Europa, en el període més actiu d'aquesta associació que va acabar transformant-se en la ECA (European Clubs Association). Soriano també va representar el FC Barcelona a l'European Club Forum de la UEFA i va ser membre del Comitè de Competició de la UEFA Champions League.

## Candidatura a la presidència del FC Barcelona 2010
L'any 2010 Ferran Soriano va considerar que la seva tasca a Spanair no era compatible amb una possible presidència del Futbol Club Barcelona i, finalment, es va integrar en la candidatura liderada per Marc Ingla a les eleccions a la presidència del club. A la candidatura hi figuraren els també vicepresidents Alfons Godall i Albert Vicens. La candidatura d'en Sandro Rosell va guanyar aquelles eleccions que es van celebrar el 13 de juny de 2010.

## President de Spanair[calcitació]
Spanair va ser adquirida el 2009 per un grup d'empresaris catalans que van nomenar Soriano president amb la missió de donar-li un gir estratègic a la companyia. Des de llavors, Spanair va conferir un important impuls a l'aeroport de Barcelona, radicant al Prat el seu hub de connexions operant 19 rutes domèstiques, 22 internacionals i 22 més amb codi compartit.
Spanair es va convertir en la primera aerolínia de xarxa i serveis globals de l'aeroport de Barcelona i, amb els seus socis de Star Alliance, en la qual oferia més rutes intercontinentals. Durant la seva presidència, Spanair va créixer en milions de passatgers transportats cada any.
La imatge de marca de la companyia va passar de ser molt dolenta a una de les millors valorades i estimades a Catalunya i Espanya.
A causa del context de crisi econòmica i a la falta de suport per inversors principalment institucionals, la companyia va haver de cessar les seves operacions el 27 de gener de 2012.

## Manchester City
A partir de l'1 de setembre de 2012 és el director executiu del Manchester City FC. Durant el primer any i escaig ha reduït el deute a la meitat i ha iniciat l'estratègia d'expansió del club comprant una franquícia de la MLS a Nova York per crear el New York City FC, així com un club de futbol a Australia, el Melbourne Heart FC .

## La tasca comunicativa
Soriano ha ofert conferències arreu del món sobre futbol i management i ha col·laborat amb diversos mitjans. L'abril de 2009 va publicar el llibre La pilota no entra per atzar que conté les seves idees de gestió al món del futbol adquirides durant la seva etapa al FC Barcelona. El llibre s'ha publicat a Espanya en català i castellà i també ha tingut èxit en altres països, com ara Mèxic i Japó, on ha arribat a ser número 1 del rànquing de Business books. S'ha editat també en anglès, italià, portuguès, txec i coreà.